# 24603 Mekistheus
24603 Mekistheus (1973 SQ) là một thiên thể Troia của Sao Mộc.